# کائو یانگ
کائو یانگ (انگلیسی: Cao Yang؛ زادهٔ ۱۵ دسامبر ۱۹۸۱) بازیکن سابق و مربی فوتبال اهل چین است.
از باشگاه‌هایی که در آن بازی کرده است می‌توان به باشگاه فوتبال تیانجین تایگرز اشاره کرد.
وی همچنین در تیم ملی فوتبال چین بازی کرده است.